# Tambak (Kuala Cenaku)
Tambak is een bestuurslaag in het regentschap Indragiri Hulu van de provincie Riau, Indonesië. Tambak telt 1629 inwoners (volkstelling 2010).